# Київська ТЕЦ-5
Київська ТЕЦ-5  — теплоелектроцентраль, призначена для централізованого забезпечення теплом промислових підприємств, житлових та адміністративних будівель Києва з одночасним постачанням електроенергії в енергосистему України.

## Загальна характеристика
Станом на 2012 рік ТЕЦ-5 забезпечувала опаленням та гарячим водопостачанням 850 тис. мешканців міста Києва та тепловою енергією 3 млн м² площ підприємств і організацій.
Видача електричної енергії від ТЕЦ здійснюється повітряними лініями електропередавання (ЛЕП):
- напругою 330 кВ — 2 лінії;
- напругою 110 кВ — 8 ліній (з них 4 транзитні);
- напругою 35 кВ — 10 ліній.

Теплова енергія видається 6 магістральними трубопроводами діаметрами від 900 до 1200 мм.
Як фільтрувальні матеріали у водопідготовчих установках використовуються сульфовугілля і аніоніт АН-31, катіоніт КУ-2-8 і аніоніт АВ-17-8 (виробництва України), іоніти HCR, WGR-2, SBR-P фірми «Dowex» (США) і аніоніт Amberlite IRA-67 фірми «Rohm and Haas» (США).
Для виробітку енергії на ТЕЦ-5 необхідно близько 800 000 м³ газу на добу. Київська ТЕЦ-5 через масове підключення до мережі новобудов працює на позамежних значеннях роботи.

## Історія
Будівництво ТЕЦ-5 розпочалося наприкінці 1960-х років. Проєкт станції розроблено фахівцями «Київенерго» відділенням інституту «Теплоенергопроект».
У відповідності з проєктом було запущено в експлуатацію:
- у грудні 1971 року — енергоблок № 1 потужністю 100 МВт
- у червні 1972 року — енергоблок № 2 потужністю 100 МВт
- у грудні 1974 року — енергоблок № 3 потужністю 250/300 МВт
- у листопаді 1976 року — енергоблок № 4 потужністю 250/300 МВт.

Для покриття пікових теплових навантажень також було змонтовано 4 водогрійних котлів: ПТВМ-180 та КВГМ-180. У 1978 році станцію введено в постійну експлуатацію.
1998 року встановлено п'ятий водогрійний котел марки КВГМ-180.
1995 року введена в експлуатацію друга черга установки підживлення тепломережі.
10 жовтня 2022 року була пошкоджена російським ракетним обстрілом.
Під час чергового обстрілу 9 березня 2023 року ТЕЦ була пошкоджена аеробалістичною ракетою комплексу «Кинджал»

## Подія
27 липня 2020 року відбулося пошкодження обладнання на Київській ТЕЦ-5. У Печерському, Голосіївському та Солом'янському районах виникли часткові перебої з електропостачанням. О 19:09 того ж дня відповідні підрозділи комунального підприємства «Київтеплоенерго» оперативно усунули та відновили роботу обладнання. Також спільно зі службами ДТЕК «Київські електричні мережі» здійснювалося перепідключення споживачів.